# Datonglong
Datonglong („drak z Ta-tchung“) byl rod hadrosauroidního dinosaura, žijící v období pozdní křídy (asi před 95 až 80 miliony let) na území východu dnešní Číny (provincie Šan-si). Fosilie tohoto ornitopodního dinosaura byly objeveny v sedimentech souvrství Chuej-čchüan-pchu.

## Popis
Holotyp (kat. ozn. SXMG V 00005) představuje pouze část čelisti o délce 34 cm, ve které se nacházelo asi 27 až 29 zubních pozic. Největší dochovaný zub měří v kompletním stavu asi 5,5 cm. Unikátní anatomické znaky na kosti svědčí o tom, že šlo o samostatný rod ornitopodního dinosaura. Pravděpodobně šlo o zástupce hadrosauroidů, který ale vývojově nespadal do čeledi hadrosauridů. Dosud však nebyla provedena podrobná kladistická analýza.